# Banks (Ausztráliai fővárosi terület)

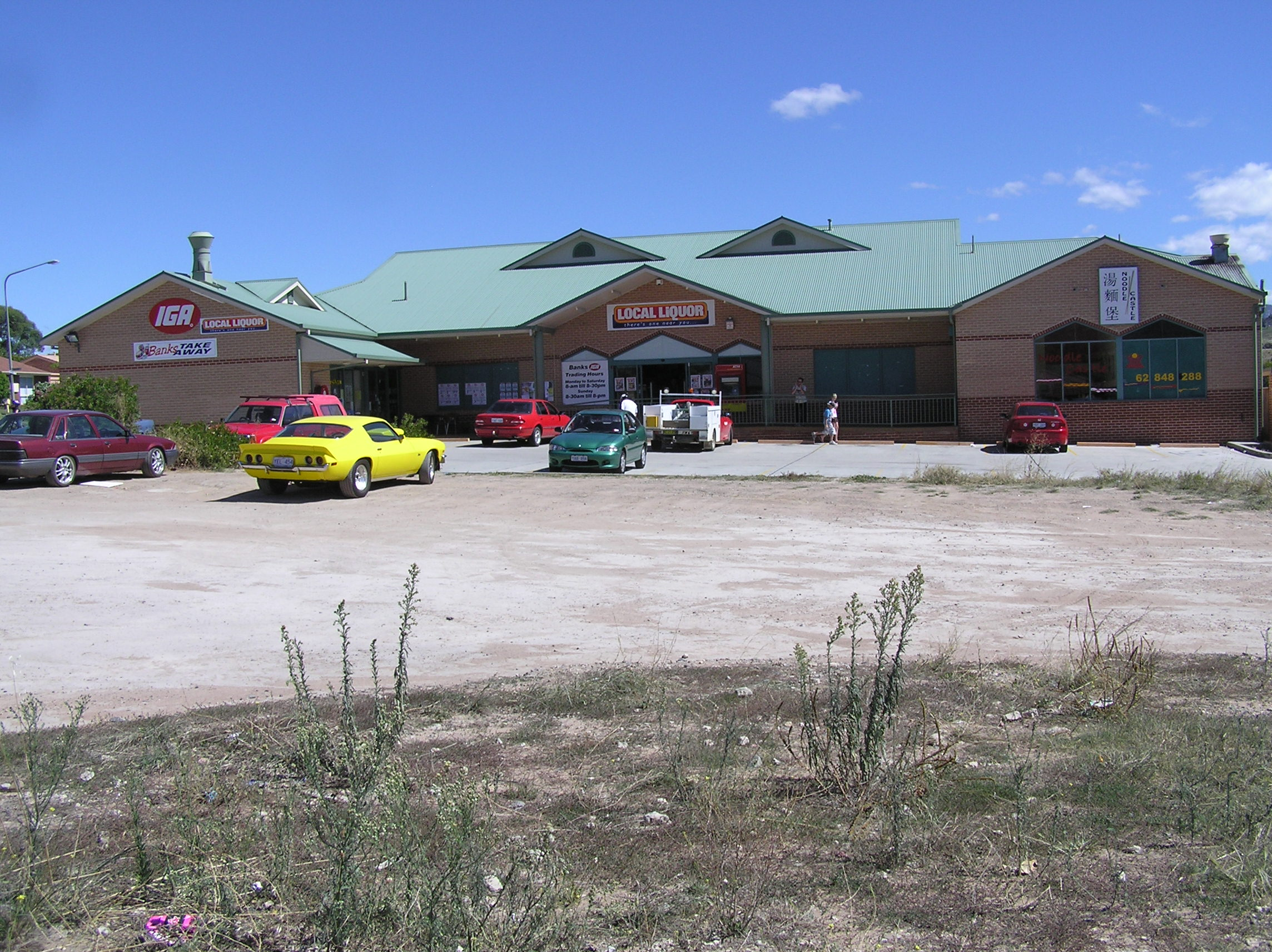
Boltok a Pockett Avenue-n

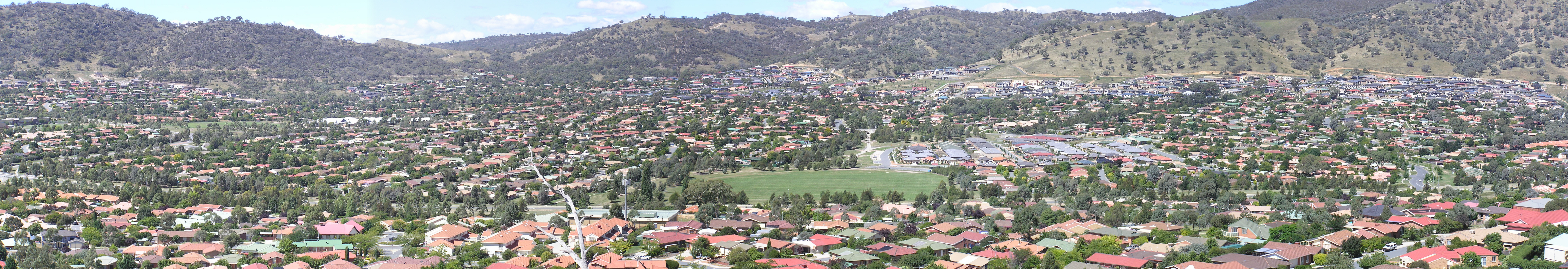
Banks látképe

Banks a főváros, Canberra egyik elővárosa, a Tuggeranong kerületben. Banks Canberrától a legdélebbre található előváros. A várost a botanikus Joseph Banksről, James Cook kapitány csendes-óceáni felfedezőútjának egyik utasáról nevezték el. A külvárost 1987. március 12-én alapították. A település utcáit botanikusokról és természettörténészekről nevezték el. A városkában 5060 fő lakik a 2011-es népszámlálás adatai alapján.
Banks Conder és Gordon elővárosok szomszédságában fekszik. A Rob Roy Nemzeti Park Bankstől keletre található. A külváros a hegyvidék lankás nyugati, északnyugati lejtőin fekszik. A városka területén egy kisebb bevásárlóközpont jött létre a Pockett Avenue út mentén.

## Földrajza
Az egész területet harmadidőszaki üledékes rétegek borítják. Ez alatt a réteg alatt a régóta szunnyadó Deakin-vulkán működésének nyomai lelhetőek fel.

## Fordítás
Ez a szócikk részben vagy egészben  a   Banks, Australian Capital Territory című angol Wikipédia-szócikk ezen változatának fordításán alapul.  Az eredeti cikk szerkesztőit annak laptörténete sorolja fel. Ez a jelzés csupán a megfogalmazás eredetét és a szerzői jogokat jelzi, nem szolgál a cikkben szereplő információk forrásmegjelöléseként.